# Daniel Rochna
Daniel Rochna (30 agosto 1999) è un pistard polacco. Specialista delle gare veloci, attivo come Elite/Under-23 dal 2018, nel 2021 è stato medaglia di bronzo nella velocità a squadre agli Europei di Grenchen.

## Palmarès

### Pista
- 2019

Campionati polacchi, Keirin Under-23
Campionati polacchi, Velocità a squadre Under-23 (con Michał Lewandowski e Wojciech Urbański)
Campionati polacchi, Velocità Under-23
- 2021

Track Cycling Challenge, Velocità (Grenchen)

## Piazzamenti

### Competizioni mondiali
- Campionati del mondo

Aigle 2016 - Velocità a squadre Junior: 4º
Aigle 2016 - Velocità Junior: 7º
Montichiari 2017 - Velocità a squadre Junior: 3º
Montichiari 2017 - Keirin Junior: 2º
Montichiari 2017 - Velocità Junior: 4º
Roubaix 2021 - Velocità a squadre: 6º
Roubaix 2021 - Velocità: 10º

### Competizioni continentali
- Campionati europei

Aigle 2016 - Velocità a squadre Junior: 2º
Aigle 2016 - Velocità Junior: 8º
Anadia 2017 - Velocità a squadre Junior: 2º
Anadia 2017 - Velocità Junior: 5º
Anadia 2017 - Keirin Junior: 2º
Aigle 2018 - Velocità a squadre Under-23: 6º
Aigle 2018 - Velocità Under-23: 5º
Aigle 2018 - Keirin Under-23: 17º
Glasgow 2018 - Chilometro a cronometro: 16º
Gand 2019 - Velocità a squadre Under-23: 6º
Gand 2019 - Velocità Under-23: 11º
Gand 2019 - Keirin Under-23: 9º
Fiorenzuola d'Arda 2020 - Velocità a squadre Under-23: 4º
Fiorenzuola d'Arda 2020 - Velocità Under-23: 8º
Apeldoorn 2021 - Velocità a squadre Under-23: 4º
Apeldoorn 2021 - Velocità Under-23: 5º
Apeldoorn 2021 - Keirin Under-23: 2º
Grenchen 2021 - Velocità a squadre: 3º
Grenchen 2021 - Velocità: 8º
Grenchen 2021 - Keirin: 8º
Apeldoorn 2024 - Velocità a squadre: 3º